# 1889 en Belgique
Chronologie de la Belgique
- 1885
- 1886
- 1887
- 1888
- 1889
- 1890
- 1891
- 1892
- 1893

Cette page recense des événements qui se sont produits durant l'année 1889 en Belgique.

## Événements
- 3 juillet : création de la Fabrique nationale de Herstal.
- 29 juillet : loi autorisant le gouvernement à participer à la constitution de la Société anonyme belge pour la construction du chemin de fer du Congo de Matadi au Stanley-Pool (Léopoldville), à hauteur de 10 millions de francs[1].

- 18 novembre : début de la conférence internationale anti-esclavagiste de 1889–1890, conclue par l'adoption de la convention de Bruxelles pour l'interdiction de la traite et de l'esclavage en Afrique.
- 13 décembre : première loi sur le travail protégeant les femmes et les enfants[2].

## Culture

### Architecture

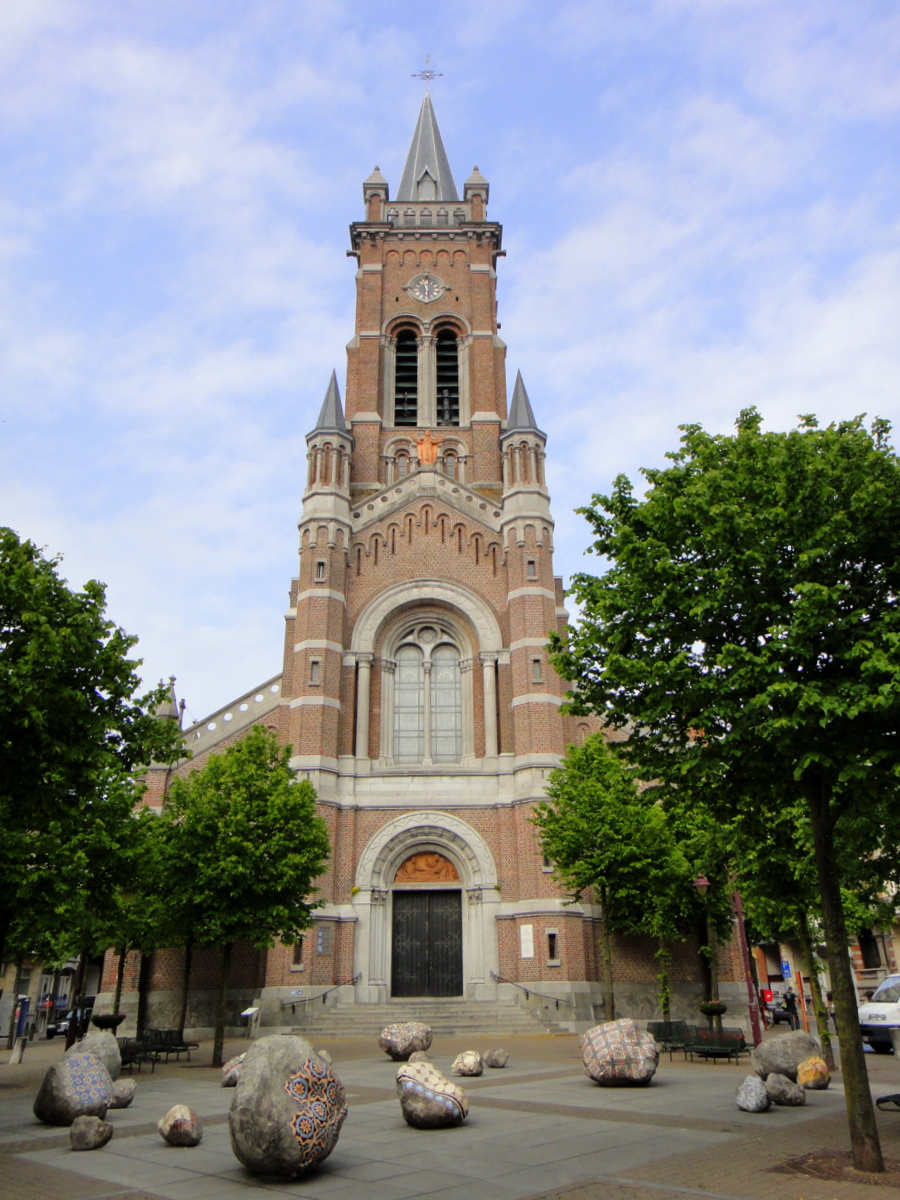
Église Saint-Roch de Blankenberge

### Arts
- 2 février - 6 mars : ouverture à Bruxelles du sixième Salon des XX[3].
- Le sculpteur Jules Anthone remporte le premier prix de Rome belge[4].

### Littérature
- Mon cœur pleure d'autrefois, recueil de Grégoire Le Roy[5].

## Sciences
- 8 novembre : Désiré-Joseph Mercier fonde l'Institut supérieur de philosophie de l'université catholique de Louvain.

## Naissances
- 18 mars : Floris Jespers, peintre, graveur et sculpteur († 16 avril 1965).
- 24 avril : Paul Divry, médecin, († 30 janvier 1967).
- 25 avril : Paul Deman, coureur cycliste († 31 juillet 1961).
- 26 mai : Victor Linart, coureur cycliste († 23 octobre 1977).
- 27 juin : Alfred Courtens, sculpteur belge († 19 décembre 1967).
- 6 juillet : Louis Mottiat, coureur cycliste († 5 juin 1972).
- 30 juillet : Frans Masereel, graveur et peintre († 3 janvier 1972).
- 8 août : Maurice De Korte, sculpteur († 5 avril 1971).
- 8 octobre : Philippe Thys, coureur cycliste († 17 janvier 1971).
- 11 novembre : Marcel Buysse, coureur cycliste († 3 octobre 1939).
- 16 décembre : Joseph Van Daele, coureur cycliste († 14 février 1948).

## Décès
- 15 mars : Mathieu Leclercq, juriste et homme politique (° 17 janvier 1796).
- 6 septembre : Guillaume d'Aspremont Lynden, homme politique (° 14 octobre 1815).
- 30 septembre : François-Antoine Bossuet, peintre (° 22 août 1798).